# 毎度ゴメンなさぁい
『毎度ゴメンなさぁい』（まいどゴメンなさぁい）は、1994年7月5日から同年9月20日まで、TBS系列で放送されていたテレビドラマである。保阪尚輝、松雪泰子主演の人情ホームコメディ。放送時間は、毎週火曜21:00 - 21:54（JST）。全12話。
2024年現在、VHS化、DVD化、ネット配信化共にされていない。
反町隆史の俳優デビュー作である。

## あらすじ
緑区郊外。ある新築の一軒家に沢野4姉妹の次女・三女・四女の3人が引っ越してきた。新生活への期待もつかの間、新築の家にあちこち不具合が生じた。次女の沢野桜は、怒りの矛先を施工主の高田工務店に向ける。しかも偶然にも、その高田工務店は沢野家の隣だった。かくして、沢野家と高田家との果て無きご近所バトルが始まった。

## 登場人物
- 沢野桜（沢野家の次女）:松雪泰子

大竹建設の受付嬢。一也はいつも桜のことを『クソ女』と悪口で叫んでいる。
- 高田一也（高田家の長男）:保阪尚輝

高田工務店の二代目。母親の失踪･父親の死後、2人の弟と店を守り続けている。
桜はいつも一也のことを『バカ男』と悪口で叫んでいる。
- 伊丹鈴蘭（沢野家の長女）:森川由加里

頻繁に旦那と喧嘩しては実家に戻ってくる。桜と姉妹喧嘩が絶えない。
- 高田裕二（高田家の次男）:反町隆史

一也の仕事を手伝うべく、入学した大学を勝手に退学してしまう。
- 里中洋輔:村上淳

高田家の居候。裕二と対立。
- 沢野百合（沢野家の三女）:笹峰愛

高校生。裕二のワイルドでカッコ良いところに惹かれる。
- 沢野あやめ（沢野家の四女）:雛形あきこ

中学生。一也に胸の大きさをからかわれる。
一也からは「おっぱい姉ちゃん」と呼ばれている。
- 高田三夫（高田家の三男）:北原雅樹

お笑い漫才師を目指して猛特訓中。
- 鶴岡五郎（三夫の親友）:渡辺慶

三夫の相方で親友。高田家にいつも出入りしている。
- 木村静:坂上香織

一也が常連のパブのママ。
- 伊丹正（鈴蘭の旦那）:冨家規政

鈴蘭の尻に敷かれる弱い夫。
- 伊丹勇（鈴蘭の息子）:いしいすぐる

鈴蘭に似ずにおとなしい性格。叔母の桜を慕う。
- 里中忠之（大竹建設専務・洋輔の父）:平泉成

一也の父の代から、高田工務店を気にかけてきた。
- 沢野茂（沢野家の父）:中村泰士

妻に先立たれた。新築の家を買ったものの、直後に海外へ単身赴任。
- 斉藤萌美:はばのはるこ

桜の同僚で大竹建設の受付嬢。

## ゲスト
- ダチョウ倶楽部（第1話）
- バカルディ（現:さまぁ〜ず）（第2話）
- ホンジャマカ（第3話）
- 松尾伴内（巡査官役、第4話）
- Be-B（第4話）
- 夏木ゆたか（第5話）
- 角田英介（第5話）
- 麿赤児（第5話）
- 田山涼成（第6話）
- 白川和子（第6話）
- 田中広子（第7話）
- 及川ヒロオ（第8話）
- 谷田真吾（第8話）
- 神田利則（第9話）
- 海老一染之助・染太郎（第10話）
- ジュリー・ドレフュス（第10話）
- イジリー岡田（第11話）

## 主題歌
- Be-B「憧夢〜風に向かって〜」

## スタッフ
- 脚本:吉本昌弘
- 演出:楠田泰之、赤羽博、中島悟、江口正和
- プロデュース補:松井洋子
- 演出補:飯島真一、江口正和、石井悟
- アクションコーディネート:佐々木修平
- スタジオ:緑山スタジオ・シティ
- 技術協力:東通
- 美術協力：アックス
- プロデュース:阿部祐三、和田豊彦
- 編成担当:三島圭太(TBS)
- 制作:TBS、AVEC

## サブタイトル
1. 文通
2. 覆面
3. 手錠
4. 霊能者
5. くじ引き旅行
6. 仲人役
7. ホームステイにやってくる
8. 本当の母親

## 主演女優トレードに伴う松雪泰子の起用
当初、沢野桜役には常盤貴子を起用することになっており、一方松雪は同時期に金曜21時枠で放送されるドラマ（後に「カミング・ホーム」と命名）で主人公・城田真由美役を演じる予定で、制作決定時にはそのように発表されていた。
ところが常盤は火曜21時枠の次番組「私の運命」にも出演が決まっていたため、出演者のバランス調整の観点から制作開始直前になって常盤と松雪の配役が交換されることになり、結局桜役は松雪が演じることになった。
この結果、当時交際が噂されていた保坂尚輝と松雪が同じドラマで共演することになってしまい、芸能関係者を大きく騒がせる結果になった。